# Голуб Юрій Олександрович
Юрій Олександрович Голуб (біл. Юрый Аляксандравіч Голуб; народився 16 квітня 1996 в Глуську) — білоруський незрячий лижник та біатлоніст, чотириразовий призер паралімпійських ігор (2018), бронзовий призер чемпіонату світу (2017).

## Біографія
Почав займатися катанням на лижах у віці шести років. У 2016 році дебютував у збірній Білорусі, виступаючи у Кубку Світу з лижних гонок у Вуокатті.
У 2017 році вперше стартував на лижних чемпіонатах світу людей з обмеженими можливостями. Під час чемпіонату в Фінстерау завоював бронзову медаль в лижній трасі на 10 км у вільному стилі. Посів також четверте місце у бігу на 20 км класичним стилем, п'яте місце в естафеті, сьоме місце в спринті вільним стилем і восьме місце в біатлонній гонці на 7,5 км.
У березні 2018 року дебютував на паралімпійських іграх, виступаючи в Пхьончхані. Виступив у змаганнях сліпих біатлоністів і бігунів на лижах з трампліна. У біатлоні завоював дві медалі — золото в забігу на 12,5 км і срібло на 7,5 км. У змаганнях, які виграв, показав час 39 хв. 23,7 с і п'ять раз промахнувся на вогневому рубежі. Це дозволило йому перемогти з перевагою у 2,7 сек над іншим гравцем. У день перемоги спортсмена особисто привітав президент Білорусі Олександр Лукашенко.
У лижних гонках Голуб посів друге місце у паралімпійському забігу на 20 км та бронзовим призером у забігу на 10 кілометрів. Також виступив в командних естафетах, посівши четверту позицію, і в класичному спринті, опинившись на дев'ятому місці.